# Pennsylvania Motor Car Company
Pennsylvania Motor Car Company, vorher The Motors Company und Pennsy Motors Company, war ein US-amerikanischer Hersteller von Kraftfahrzeugen.

## Unternehmensgeschichte

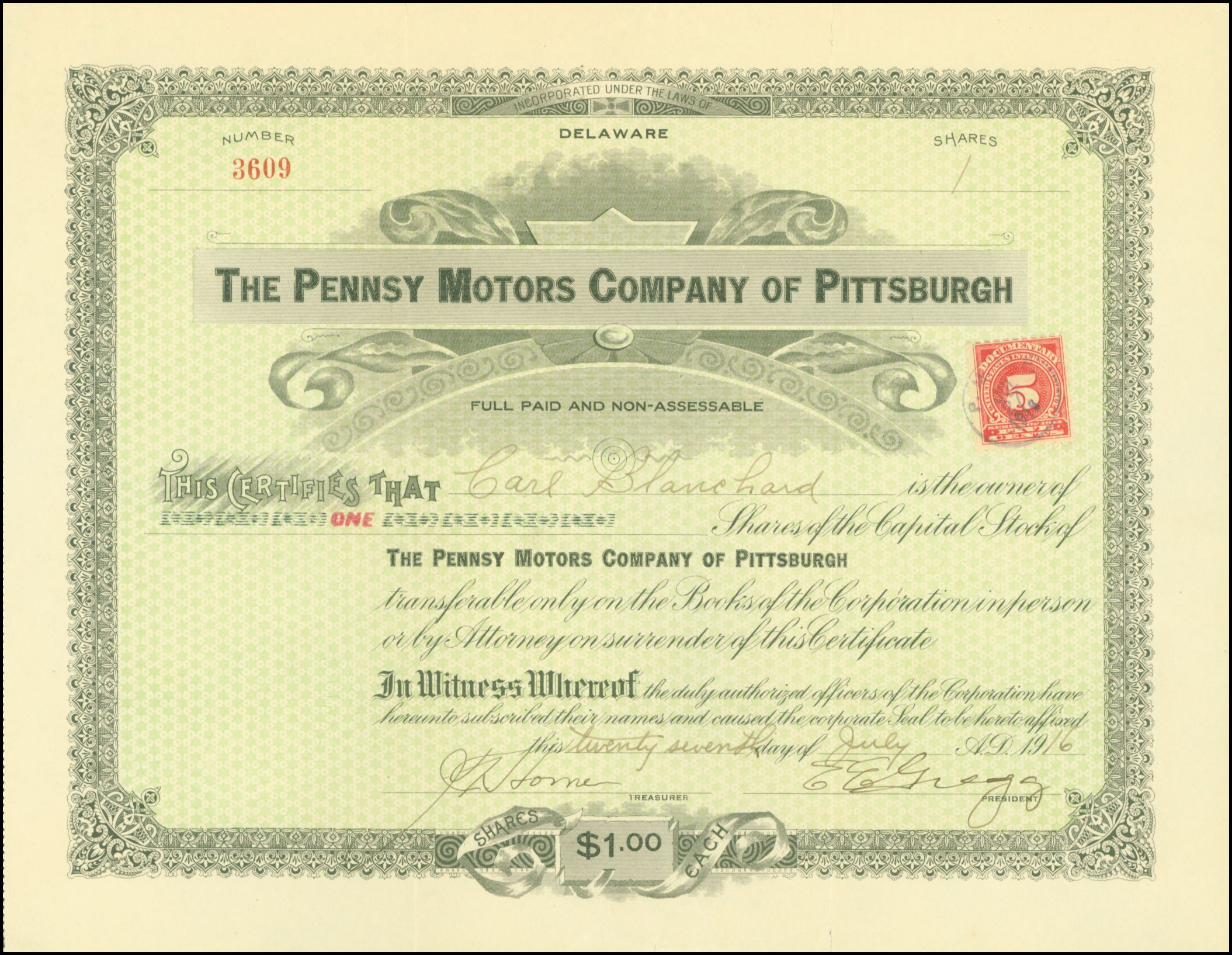
Aktie der Pennsy Motors Company vom 27. Juli 1916

Elmore Gregg war an der Penn Motor Car Company beteiligt, die 1912 aufgeben musste. Er gründete 1915 The Motors Company in Pittsburgh in Pennsylvania. Die neutrale Firmierung wählte er, da er noch keinen neuen Markennamen wusste. Anfang 1916 wurde daraus die Pennsy Motors Company. Im Sommer desselben Jahres begann die Produktion von Automobilen. Der Markenname lautete Pennsy. Dieser Name wurde in einem Preisausschreiben ermittelt, und der glückliche Gewinner, der diesen Namen vorschlug, erhielt das erste hergestellte Fahrzeug. Edward T. Birdsall war der Konstrukteur. Guy Sintz war Superintendent des Werks.
Noch 1916 wurde die Kosmath Company aus Detroit übernommen, die Nutzfahrzeuge herstellte. Viele Mitarbeiter von Kosmath wechselten daraufhin nach Pittsburgh. Lastkraftwagen der Marke Kosmath entstanden noch bis Januar 1917.
Im Februar 1917 begann die Insolvenz. Im März 1917 verließen Birdsall und sein wichtigster Zeichner das Unternehmen und wechselten zur Pullman Motor Car Company. Im gleichen Jahr führte Gregg eine Reorganisation durch. Die neue Firmierung lautete Pennsylvania Motor Car Company. Die Fahrzeuge wurden nun gelegentlich New Pennsylvania genannt. 1918 endete die Produktion. Im Januar 1919 wurde bekannt, dass das Unternehmen aufgelöst war.

## Fahrzeuge
Von 1916 bis 1917 gab es nur das Model R. Es hatte einen Vierzylindermotor, der von Lycoming oder GB & S kam. Die Leistung war mit 30/35 PS angegeben. Das Fahrgestell hatte 290 cm Radstand. Zur Wahl standen ein Tourenwagen mit fünf Sitzen und ein Roadster mit zwei Sitzen.
1918 wurde daraus der Four. Der Vierzylindermotor war nun mit 35/40 PS angegeben. Der Radstand war geringfügig auf 292 cm verlängert worden. Die Karosseriebauformen blieben gleich. Außerdem erschien 1918 der Six. Er hatte einen Sechszylindermotor von der Continental Motors Company. Er leistete 48 PS. Der Radstand betrug 302 cm. Genannt sind ein Roadster mit vier Sitzen und ein Tourenwagen mit fünf Sitzen.

## Modellübersicht
| Jahr      | Modell  | Zylinder | Leistung (PS) | Radstand (cm) | Aufbau                                  |
| --------- | ------- | -------- | ------------- | ------------- | --------------------------------------- |
| 1916–1917 | Model R | 4        | 30/35         | 290           | Tourenwagen 5-sitzig, Roadster 2-sitzig |
| 1918      | Four    | 4        | 35/40         | 292           | Roadster 2-sitzig, Tourenwagen 5-sitzig |
| 1918      | Six     | 6        | 48            | 302           | Roadster 4-sitzig, Tourenwagen 5-sitzig |